# Los Hermanos Cuestas
Los Hermanos Cuestas fueron un dúo folclórico de la Ciudad de Diamante, Entre Ríos, Argentina, integrado por:  Néstor (nac.  17/08/1944 - fall.  23/09/2020) y Rubén Cuestas (nac.  07/02/1942).
Desde pequeños, observando a músicos en reuniones familiares, comenzaron a interesarse por la música. Rubén, desde niño, silbaba imitando el sonido de los pájaros y con el tiempo llegó a perfeccionar esa técnica que ha hecho tan particular al conjunto. 
En su adolescencia formaron parte del coro de la Asociación Verdiana y del Coro de Cámara. Siguiendo su vocación forman un dúo al que llamaron "Los Baqueanos"; así empiezan a actuar en diferentes lugares y se van ganando al público de su provincia.
Por las noches, Rubén concurría a una escuela de Artes Visuales, donde conoció al profesor Rubén Martínez Solís, más conocido como Don Linares Cardozo, que sería el maestro y guía para ambos.
En 1964 lograron ir al festival de Cosquín, donde obtuvieron una mención especial, ya que no existía un premio para dúos. Rápidamente fueron invitados a compartir escenarios con reconocidos intérpretes del momento, como Margarita Palacios y Jorge Cafrune. Con un bombo y una guitarra a cuestas, llegaron a Buenos Aires en 1967, llevando un estilo nuevo para esa época, en que el folklore argentino pasaba por uno de sus momentos dorados. Allí debutaron en los desaparecidos programas "Patio de Tango" y "La Querencia", con gran éxito.
Ya con el nombre de “Los Hermanos Cuestas” comenzaron una creciente carrera con incontables presentaciones en radio, teatro, cine y televisión. En 1972, apadrinados por Florencio López, volvieron a la Plaza Próspero Molina, de Cosquín, donde tras una interminable ovación se convirtieron en “Ganadores del Pre Cosquín”. Esto les posibilitó participar en el festival mayor de ese año.
Ese reconocimiento abrió paso a una brillante trayectoria a nivel nacional e internacional, que -entre otras cosas- los llevó a participar en dos películas argentinas: "Los gauchos judíos" y "Mire que lindo mi país paisano". Han grabado numerosas canciones, propias y de poetas y autores de la talla de Linares Cardozo, Víctor Velázquez, Jorge Méndez, Santos Tala, Juan Carlos Mondragón y Carlos Santamaría entre otros.
Entre su repertorio más conocido se pueden mencionar temas como “Juan del Gualeyán”, “Soy entrerriano”, “Peoncito de estancia”, “Canción de Puerto Sánchez”, “Coplas felicianeras”, "El Amigo de los Pájaros " “Ojitos color del tiempo” y “El taca taca del motor”.

Fallecimiento de Néstor Cuestas
El 23 de septiembre de 2020 murió Néstor Cuestas. Tenía 76 años. 
Dedicó gran parte de su vida a la música y era considerado la voz de oro de Entre Ríos.
El artista había sufrido un ACV unos meses antes, pero su fallecimiento se produjo por complicaciones de salud tras haber padecido coronavirus.

## Repercusión
La intromisión de la chamarrita en el contexto musical argentino de la mano de los hermanos Cuestas tuvo una fuerte significatividad para la enorme colonia de entrerrianos que entre los años 1950 y 1960 se radicaron en el conurbano bonaerense, quienes en buena medida constituyeron el primer gran público que los Cuestas tuvieron fuera de la provincia, y al que le brindaron un incuestionable anclaje musical con su tierra natal, cosa que hasta ese momento no tenían.
A diferencia de los emigrados de otras provincias, los entrerrianos no tenían un ritmo que los identificara claramente, como el chamamé con los correntinos, la cueca con los cuyanos, la milonga con los bonaerenses y sureños, la zamba con quienes provenían del norte. La chamarrita les brindó justamente esa identificación, al punto que a mediados de los años 1970 era prácticamente imposible ir a la casa de un entrerriano en el gran Buenos Aires o en la Capital Federal, y no encontrar un disco de Los Hermanos Cuestas.
Si bien los Cuestas no fueron los primeros grandes cultores de la chamarrita, fueron los de mayor trascendencia. Al respecto, Rubén Cuestas solía comentar que no sólo tuvo que ver con la calidad artística del dúo —ya que hubo otros intérpretes, como Linares Cardozo y Santos Tala, de calidad incuestionable— sino también con la imagen que brindaba en esa época, siempre de traje, lo que le abrió puertas que otros artistas encontraron cerradas.

## Discografía
- El canto de los pájaros, 1972
- De Entre Ríos al País, 1973
- Canto a Entre Ríos, 1974 (Los Hermanos Cuestas interpretan a Linares Cardozo, con Orquesta Sinfónica y Coro Asociación Verdiana de Entre Ríos. Dirección: Osvaldo Requena. Editado en España, Italia, Estados Unidos y Japón.)
- Nacidos en Entre Ríos, 1976
- Invitación al vuelo, 1977
- Sonidos de la tierra, 1979
- Entrerriano y de a caballo, 1980
- El árbol de los pájaros, 1981
- Los 10 años de Los Hermanos Cuestas, 1982
- Sonidos de mi tierra, 1983 (Con el Coro Municipal de Concepción del Uruguay y Orquesta de Cámara Ciudad de Paraná. Disco de Oro y Platino.)
- Concierto Virginal, 1984
- Ídolos de Entre Ríos al país, 1985
- Silbando con los Pájaros 1986
- Del cantar entre dos ríos, 1990 (Con Los Musiqueros Entrerrianos y Coro de Niños de Valle María, Diamante.)

## Filmografía
- Mire que es lindo mi país (1981)

## Premios/Reconocimientos
- Disco de Oro
- Disco de Platino
- "Racimo de Oro" en Mendoza
- "Ñandú de Oro" en Chile
- "Charrúa de Oro" en la República Oriental del Uruguay
- "Discepolín de Oro"
- "Premio Prensario"
- "Premio Nacional de SADAIC 1994"
- "Premio Cóndor"
- Declarados "Ciudadanos Destacados" por el Honorable Concejo Deliberante de su ciudad, el 14 de enero de 1993.